# Liste der Stolpersteine in Aken (Elbe)
Die Liste der Stolpersteine in Aken (Elbe) enthält alle Stolpersteine, die im Rahmen des gleichnamigen Kunst-Projekts von Gunter Demnig in Aken (Elbe) verlegt wurden. Mit ihnen soll Opfern des Nationalsozialismus gedacht werden, die in Aken (Elbe) lebten und wirkten. Bei der bislang einzigen Verlegeaktion wurden am 19. Juni 2018 sieben Steine an drei Adressen verlegt.

## Liste der Stolpersteine
| Adresse                  | Datum der Verlegung | Person | Inschrift | Bild | Bild des Hauses |
| ------------------------ | ------------------- | --- | --- | ---- | --- |
| Angerstraße 2 ·          | 19. Juni 2018       | Karl Falkenberg (1904–1942) Karl Falkenberg stammte aus Aken und war gelernter Schiffer und Mitglied der KPD. Nach zeitweiliger Arbeitslosigkeit nahm er 1933 eine Arbeit im IG-Farben-Werk in Aken an. Wegen der Verbreitung illegaler Flugblätter wurde er am 18. Mai 1936 zusammen mit anderen Kommunisten verhaftet und im November 1936 zunächst zu fünf Jahren Zuchthaus verurteilt, die er im Gefängnis Coswig absaß. Am 10. Mai 1941 wurde er ins KZ Sachsenhausen deportiert. Von dort wurde er am 8. September 1941 ins KZ Groß-Rosen verlegt, wo er am 5. Mai 1942 ermordet wurde.                                                                            | Hier wohnte KARL FALKENBERG Jg. 1904 Im Widerstand/KPD verhaftet 18.5.1936 Flugblätter verteilt Zuchthaus Coswig und mehrere KZ 1941 Gross-Rosen ermordet 5.5.1942 |      | |
| Bahnhofstraße 15 ·       | 19. Juni 2018       | Berta Wilkenfeld (1928–ca. 1942) Berta Wilkenfeld war die Tochter von Isidor und Gitel Wilkenfeld. Sie wurde in Dessau geboren. Nach den Novemberpogromen 1938 bereitete die Familie ihre Auswanderung vor. Berta Wilkenfeld sollte zu ihrem Vater nach England übersiedeln, was durch den deutschen Überfall auf Polen verhindert wurde. Zusammen mit ihrer Mutter und ihrem jüngeren Bruder wurde sie am 14. April 1942 ins Warschauer Ghetto deportiert. Ihr weiteres Schicksal ist nicht gesichert. Wahrscheinlich wurde sie im Sommer 1942 weiter nach Treblinka verbracht und dort ermordet.                                                                       | Hier wohnte BERTA WILKENFELD Jg. 1928 deportiert 1942 Ghetto Warschau ermordet                                                                                     |      | |
| Bahnhofstraße 15 ·       | 19. Juni 2018       | Gerhard Wilkenfeld (1926–2013) Gerhard Wilkenfeld war der älteste Sohn von Isidor und Gitel Wilkenfeld. Er wurde in Berlin geboren. Nach den Novemberpogromen 1938 bereitete die Familie ihre Auswanderung vor. Gerhard Wilkenfeld gelangte mit Hilfe der Kinder- und Jugend-Alijah über Umwege nach Palästina, das er im April 1941 erreichte. Nach Kriegsende übersiedelte er zu seinem Vater nach Australien, wo er 2013 starb. | Hier wohnte GERHARD WILKENFELD Jg. 1926 mit Fluchthilfe 1941 Palästina                                                                                             |      | |
| Bahnhofstraße 15 ·       | 19. Juni 2018       | Gitel Wilkenfeld geb. Wein (1901–ca. 1942) Gitel Wein stammte aus Pysznica und lebte ab 1920 in Berlin. 1928 heiratete sie Isidor Leib Wilkenfeld und zog zu ihm nach Aken. Das Paar hatte drei Kinder. Nach den Novemberpogromen 1938 bereitete die Familie ihre Auswanderung vor. Gitel Wilkenfeld sollte zu ihrem Mann nach England übersiedeln, was durch den deutschen Überfall auf Polen verhindert wurde. Zusammen mit ihrer Tochter und ihrem jüngeren Sohn wurde sie am 14. April 1942 ins Warschauer Ghetto deportiert. Ihr weiteres Schicksal ist nicht gesichert. Wahrscheinlich wurde sie im Sommer 1942 weiter nach Treblinka verbracht und dort ermordet. | Hier wohnte GITEL WILKENFELD geb. Wein Jg. 1901 deportiert 1942 Ghetto Warschau ermordet                                                                           |      | |
| Bahnhofstraße 15 ·       | 19. Juni 2018       | Isidor Leib Wilkenfeld (1901–1967) Isidor Leib Wilkenfeld wurde in Żołynia geboren und war Kaufmann. Nach den Novemberpogromen 1938 bereitete die Familie ihre Auswanderung vor. Isidor Wilkenfeld konnte 1939 nach England fliehen. Seine Frau und die beiden jüngeren Kinder sollten nachkommen, was durch den deutschen Überfall auf Polen verhindert wurde. Als deutscher Staatsangehöriger wurde Isidor Wilkenfeld interniert und im Juli 1940 nach Australien deportiert. Dort wurde er am 9. November 1942 aus der Haft entlassen. Nach Kriegsende blieb er in Australien, wo er 1967 in Sydney starb.                                                            | Hier wohnte ISIDOR LEIB WILKENFELD Jg. 1899 Flucht 1939 England interniert als feindlicher Ausländer 1940 Australien entlassen 9.11.1942                           |      | |
| Bahnhofstraße 15 ·       | 19. Juni 2018       | Norbert Wilkenfeld (1935–ca. 1942) Norbert Wilkenfeld war der jüngste Sohn von Isidor und Gitel Wilkenfeld. Er wurde in Dessau geboren. Nach den Novemberpogromen 1938 bereitete die Familie ihre Auswanderung vor. Norbert Wilkenfeld sollte zu seinem Vater nach England übersiedeln, was durch den deutschen Überfall auf Polen verhindert wurde. Zusammen mit seiner Mutter und seiner Schwester wurde er am 14. April 1942 ins Warschauer Ghetto deportiert. Sein weiteres Schicksal ist nicht gesichert. Wahrscheinlich wurde er im Sommer 1942 weiter nach Treblinka verbracht und dort ermordet.                                                                 | Hier wohnte NORBERT WILKENFELD Jg. 1935 deportiert 1942 Ghetto Warschau ermordet                                                                                   |      | |
| Dessauer Landstraße 28 · | 19. Juni 2018       | Friedrich Franz Zeibig (1885–1940) Friedrich Franz Zeibig stammte aus Aken und war Arbeiter. Vermutlich diente er im Ersten Weltkrieg als Soldat. In den 1920er Jahren wurde er Mitglied der Zeugen Jehovas. Am 19. Mai 1938 wurde er ins KZ Sachsenhausen deportiert, wo er am 7. März 1940 den Tod fand. Als offizielle Todesursache wurde „Herzschwäche, Wassersucht“ angegeben. | |      | Bild gesucht Der Benutzer GeorgDerReisende ( Diskussion ) wünscht sich an dieser Stelle ein Bild vom Ort mit diesen Koordinaten 51.852067 12.069855 . Motiv: Dessauer Landstraße 28: der Stolperstein für Friedrich Zeibig, die Lage und das Haus Falls du dabei helfen möchtest, erklärt die Anleitung , wie das geht. BW |